# Камінський Антон Олександрович
Анто́н Олекса́ндрович Камі́нський (1987—2014) — старший солдат Збройних сил України, учасник російсько-української війни.

## Життєпис
Народився 1987 року в місті Дніпропетровськ. У часі війни пішов добровольцем; йому збирали на бронежилет і каску. Стрілець-помічник гранатометника, 25-та окрема повітряно-десантна бригада.
31 липня 2014-го загинув у часі обстрілів, які вчинили бойовики з РСЗВ «Град», по позиціях українських вояків. Обстріли супроводжувала одночасна атака із засідки на колону БТРів десантників, котрі транспортували важкопоранених — поблизу Шахтарська. Куля влучила Антону в око. У тому бою загинуло 10 десантників; серед них — Болтушенко Андрій Володимирович, Градиський Володимир Миколайович, Жуков Антон В'ячеславович.
Похований у місті Дніпро.
Без Антона лишились мама Тетяна Камінська й брат.

## Нагороди
- 14 листопада 2014 року за особисту мужність і героїзм, виявлені у захисті державного суверенітету та територіальної цілісності України, вірність військовій присязі під час російсько-української війни, відзначений — нагороджений орденом «За мужність III ступеня» (посмертно)
- 2017 року в місті Дніпро на стадіоні «Молодіжний» проведено футбольний турнір пам'яті Антона Камінського[1]